# Les Loges (Haute-Marne)
Les Loges is een gemeente in het Franse departement Haute-Marne (regio Grand Est) en telt 138 inwoners (2005). De plaats maakt deel uit van het arrondissement Langres.

## Geografie
De oppervlakte van Les Loges bedraagt 11,0 km², de bevolkingsdichtheid is 12,5 inwoners per km².
De onderstaande kaart toont de ligging van Les Loges (Haute-Marne) met de belangrijkste infrastructuur en aangrenzende gemeenten.

## Demografie
Onderstaande figuur toont het verloop van het inwonertal (bron: INSEE-tellingen).